# Allow Us to Be Frank
Allow Us to Be Frank è il quinto album in studio (il primo di cover) del gruppo musicale pop irlandese Westlife, pubblicato nel 2004.

## Il disco
Si tratta di un album di cover di brani della tradizione jazz pop, portati al successo soprattutto da Frank Sinatra.
Inoltre è il primo album realizzato dopo l'addio di Brian McFadden al gruppo.
Il disco è stato registrato a Londra con un'orchestra di 60 elementi e prodotto da Steve Mac.

## Tracce
1. Ain't That a Kick in the Head – 2:27
2. Fly Me to the Moon – 2:31
3. Smile – 2:50
4. Let There Be Love – 2:45
5. The Way You Look Tonight (con Joanne Hindley) – 4:07
6. Come Fly with Me – 3:15
7. Mack the Knife – 3:10
8. I Left My Heart in San Francisco – 2:59
9. Summer Wind – 2:58
10. Clementine – 3:19
11. When I Fall in Love – 3:09
12. Moon River – 2:40
13. That's Life – 3:13

## Classifiche
| Classifica (2004) | Posizione raggiunta |
| ----------------- | ------------------- |
| Regno Unito       | 3                   |